# デビー・ダズ・ダラス
『デビー・ダズ・ダラス』(英: Debbie Does Dallas)は、1978年にアメリカ合衆国で公開された、バンビ・ウッズ主演のポルノ映画。
映画のストーリーは、「テキサス・カウガールズ」という有名なチアリーディングチームの入団試験を受ける表題の登場人物・デビーをテキサス州ダラスへ送り出すのに必要な資金を、チアリーダーチーム仲間の女子高校生らが売春して稼ごうとするものである。「テキサス・カウガールズ」は架空のチームだが、劇中でウッズが着用するそのユニフォームは実在するチアリーディングチームであるダラス・カウボーイズ・チアリーダーズのそれに酷似しており、同チームを暗示しているとみなされた。実際、ウッズは以前にダラス・カウボーイズ・チアリーダーズの入団試験に挑戦していたが、途中でオーディションから降りている。
同映画は大成功を収め、ビデオ化した際に5万本を売り上げ、最も成功したポルノ映画のビデオリリースとなり、アメリカ合衆国におけるポルノの黄金時代(1969年〜1984年)の中で特に重要なリリースの一つとされ、最も有名なポルノ映画の一つであり続けている。
なお、1987年にアメリカ合衆国の裁判所が著作権は喪失したと裁定したことにより、同映画はパブリックドメインとなっている。
その後、同映画は『デビー・ダズ・ニューオリンズ』(Debbie Does New Orleans)、『デビー・ダズ・ウォールストリート』(Debbie Does Wall Street)、『デビー・ダズ・ダラス・アゲイン』(Debbie Does Dallas Again)といった多数の続編やスピンオフ、さらに無関係な『デビー・ダズ・ディッシュズ』(Debbie Duz Dishes)シリーズを生み出した。さらに、2002年には『デビー・ダズ・ダラス ミュージカル』(Debbie Does Dallas: The Musical)というオフ・ブロードウェイミュージカルが制作された。

## ストーリー

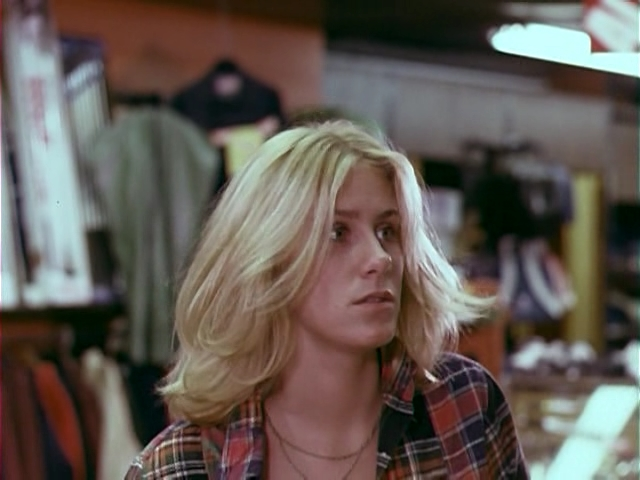
デビー・ベントン（バンビ・ウッズ）

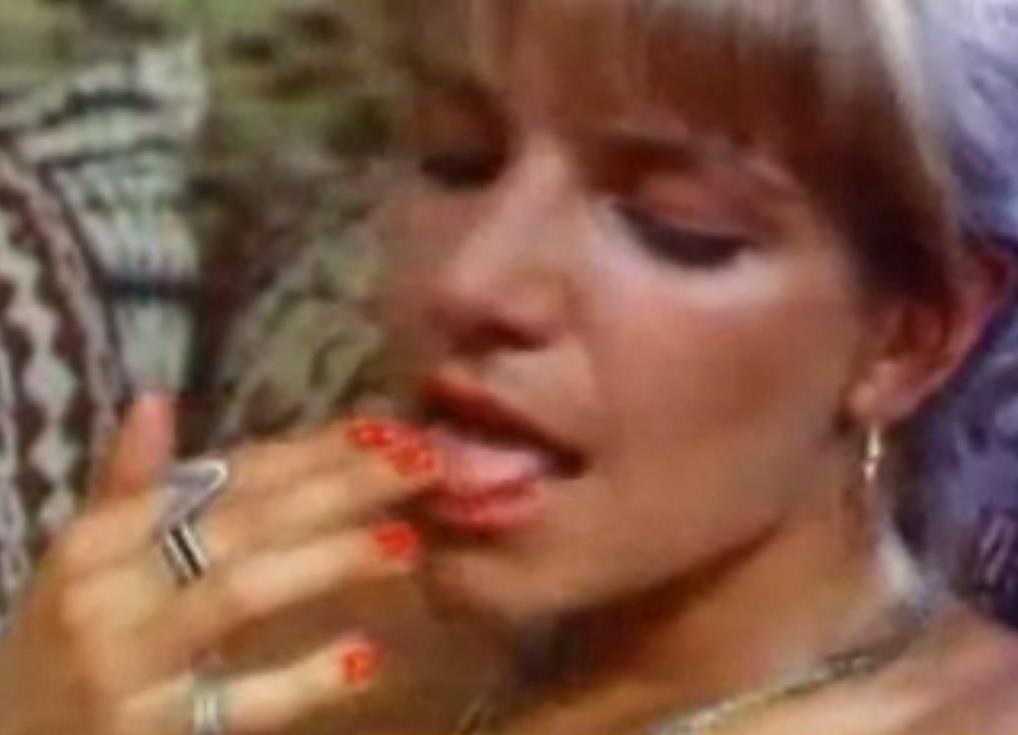
ミセス・ハードウィック（ロビン・バード）

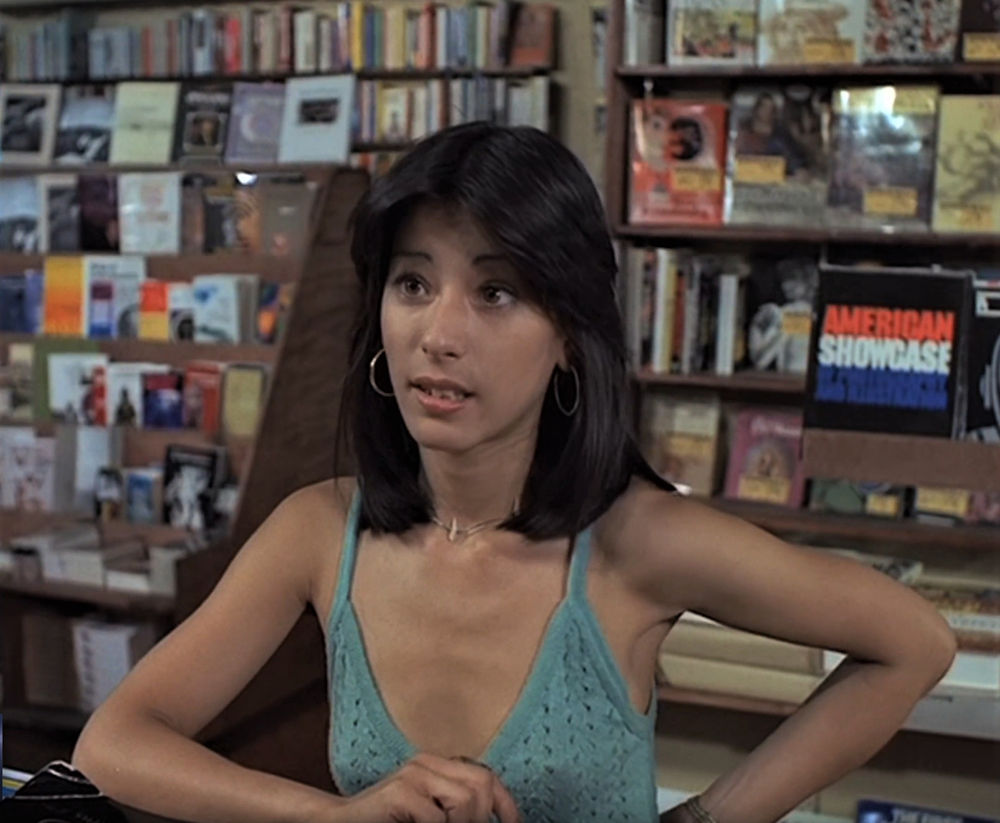
タミー（アルカディア・レイク）

高等学校のチアリーディングチーム主将のデビー・ベントン（バンビ・ウッズ）は、「テキサス・カウガールズ」の入団試験を受けることを許されたが、彼女の両親はこれを認めず、テキサスへの旅費を払うことを拒否する。デビーを助けるため、彼女の友人のチアリーダーであるリサ（ジョーゼット・サンダース）、ロバータ（ミスティ・ウィンター）、タミー（アルカディア・レイク）、パット（ケイシー・ロジャース）、アニー（ジェニー・コール）は、彼女とテキサスへ同行することを決める。資金を集めるために2週間、彼女らは自分たちのボーイフレンドとの性行為をやめることを誓い、「ティーン・サービス」という会社を作る。
タミーは、トニー（トニー・マンスフィールド）が経営する地元のレコード店にて働く。デビーは、ミスター・グリーンフィールド（リチャード・バラ（ロバート・カーマン））が経営するスポーツ店で仕事をする。ロバータはミセス・ハードウィック（ロビン・バード）の蝋燭店での仕事を求めてミスター・ハードウィック（エリック・エドワーズ）を説得する。リッキー（シェリー・タート）とアニーはミスター・ブラッドリーの車を洗うことに同意する。
フットボールチームはセックスができないことに悩んでいる。ロバータのボーイフレンドのリック（デイビッド・モリス）とそのチームメイトは、ロバータやパットと、シャワー室でグループセックスをする。デビーはスポーツ店でミスター・グリーンフィールドのために働くうち、10ドル受け取ることで胸を見せ、もう10ドルで乳房を愛撫するのを認めるように彼から説得される。そして、グリーンフィールドは20ドル追加してデビーの乳房をしゃぶる。
デビーは、自分たちが合法的手段では十分な資金を調達できないと認識すると、他の女子たちにさらなる資金のために性行為を行う、つまり売春するよう説得する。彼女らは自分たちの思い通りになるときだけならば、と同意する。これ以降、映画はその中心のプロットを放棄する（デビーがダラスへたどり着くかどうかということはずっと未解決のまま放置される）。
ロバータは自慰していたのをミセス・ハードウィックに見つかった後、同夫妻の性行為に加わり臨時収入を稼ぐ。リッキーとアニーは洗車するため、ミスター・ブラッドリー（デイビッド・ストン）に会いに行く。ブラッドリーは不在だったが2人は洗車し、ブラッドリーが帰宅すると、彼は彼女らに濡れた服を乾かすように言う。2人はそれぞれブラッドリーから10ドルを受け取ると服を脱ぎ、彼は2人とオーラルセックスを、次にアニーとアナルセックスをする。
図書館では、ドナ（メリル・タウンゼント）が司書のミスター・ビッドル（ジャック・ティーグ）といちゃついている。彼女を訪ねてきたボーイフレンドのティム（ビル・バリー（ハーシェル・サヴェージ））は彼女とセックスしようとし、彼女はティムの陰茎をフェラチオするがビッドルに見つかる。ビッドルがそのことを彼女の両親へ報告するのをやめさせるため、ドナは彼に自分の尻をスパンキングすることを認める。リサは、ハミルトン（ピーター・ラーマン）とその友人のアシュリー（ベン・ピアース）と、テニスの試合後にテニスクラブのサウナで性行為をし、アシュリーが彼女とセックスする一方で、ハミルトンはリサにフェラチオするよう要求する。
レコード店では、タミーはトニーの誘惑を避けているが、彼女は2人に加わってくれるリサを呼ぶ。リサはトニーに「何でもする」と申し出て彼の陰茎をフェラチオし始め、そこにタミーが加わり、彼はタミーの乳房に射精する。
最後の場面で、デビーは、グリーンフィールドがリクエストした「テキサス・カウガール」のユニフォームを着て、閉店後の彼の店に行く。ジョー・ネイマスに扮装して現れたグリーンフィールドは、チアリーダー長とセックスしたクオーターバックになるという夢を告白し、彼女はそれを叶えてやることにする。デビーは彼の陰茎をフェラチオし、グリーンフィールドは彼女の膣に指を挿入してクンニリングスする。そして2人はセックスを始め、最初は正常位、次に後背位、そしてデビーが上になった後に正常位へ戻り、グリーンフィールドが膣外射精してデビーの下腹部に精液を浴びせかける。映画は、失神するデビーと"NEXT..."という言葉をスクリーンに映して終わる。

## 出演
- デビー・ベントン - バンビ・ウッズ
- ミスター・グリーンフィールド - ロバート・カーマン（英語版）
- ロバータ - クリスティー・フォード（ミスティ・ウィンター）
- ミセス・ハードウィック - ロビン・バード（英語版）
- ミスター・ハードウィック - エリック・エドワーズ
- リッキー - リッキー・オニール（シェリー・タート）
- アニー - ジェニー・コール
- ミスター・ブラッドリー - デイビッド・ピアース（デイビッド・ストン）
- ドナ - マール・マイケルズ （メリル・タウンゼント）
- ミスター・ビッドル - ジャック・ティーグ（ジェイク・ティーグ）
- ティム - ビル・バリー
- リサ - ジョーゼット・サンダース
- ハミルトン - ピーター・ラーマン
- アシュリー - ベン・ピアース
- タミー - アルカディア・レイク
- トニー - トニー・マンスフィールド
- ティム - デイビッド・モリス
- パット - ケイシー・ロジャース
- シャワー室の女子 - デビー・ルイス
- シャワー室の男子 - スティーブ・マーシャル

## 制作
『デビー・ダズ・ダラス』は、ジム・クラークが制作と監督を担当した。いくつかの場面は当局の認知と承認がないままに、ニューヨークブルックリンのニューヨーク市立大学ブルックリン校の運動場とプラット・インスティテュートの図書館で撮影された。インターネット上では、図書館の場面を含め、一定の場面はニューヨーク州立大学ストーニーブルック校で撮影されたという無根拠な噂がある。だが、それは卒業生による調査でありえないことが判明し、そして同映画の制作会社の社長はそのような主張は「全く決定的でない」と言った。

## 公開をめぐる反応
『デビー・ダズ・ダラス』公開後、「ダラス・カウボーイズ・チアリーダーズ対プッシーキャット・シネマ」と呼ばれる訴訟が発生した。劇中で自分たちのユニフォームに酷似した衣装を使用されたダラス・カウボーイズ・チアリーダーズが連邦商標法の下での商標権侵害などを主張して、同映画を上映したニューヨークの映画館経営会社であるプッシーキャット・シネマを相手どり上映禁止を訴えたもので、一審のニューヨーク州南部地区連邦地方裁判所は原告側の主張を支持した。これに対して被告は控訴したが、第2巡回区控訴裁判所は棄却し、チアリーダーズ側を支持した地方裁判所の決定を肯定した一方で、映画については「はなはだしく不快なセックス映画」と述べた。チアリーダーズ側は、自分たちのユニフォームが映画の制作者に真似され、広告に利用されたと主張するのに成功した。劇場側は、ユニフォームは完全に機能的なアイテムであると主張したが、控訴裁判所では「あるアイテムのデザインが機能的でなく、第二義を持つのならば、そのデザインはアイテム自体が機能的であっても商標となりうる、ということが確定している」と解説された。この判決は表現の自由という観点から批判されたが、第7巡回区控訴裁判所は「そのマークが商品の出所について消費者を誤解させないときであっても、後援もしくは承認が存在するという混乱」があるなら、連邦商標法43条 (a) の下で権利を請求するのに十分たりうるという命題を傍証した。
なお、1983年にニューヨークで別に争われた裁判の「アメリカ合衆国対バリアス・アーティクルズ・オブ・オブセンス・マーチャンダイズ」では、同映画は不愉快ではないとの判決が下された。
1986年に刊行された『ミーズ・リポート』は、同映画のセックスシーンの画像説明と無修正のセリフの抜粋を掲載していたが、それがあってか、同リポートはベストセラーとなった。

## 著作権
『デビー・ダズ・ダラス』は1978年にニューヨークのプッシーキャット・シアターで封切されたが、著作権表示がされずに発表された。1979年、権利者であるM&Aアソシエーツ社は、VCX社が前金と売り上げごとの印税をM&A社側へ支払うことに同意することで、ビデオの独占的世界販売契約を結んだ。
同映画のポジフィルムを受け取るに際し、VCX社長のノーマン・アルノは、著作権保護を要請するためにM&A社長のアーサー・ワイスバーグに連絡を取った。彼はまた、映画の無断コピーに対処するためにジョン・ラッペンとピーター・バーガーの弁護士事務所を雇っていた。将来の訴訟に備えて、VCX社はすべての映画複製物に著作権表示を付け加え、アメリカ合衆国著作権局に登録出願しておく必要があった。しかし、著作権表示は映画のポジフィルムにも加えられる必要があったことから、VCX社はビデオカセットに著作権表示を付加するだけでは権利を保護することができなかった。1981年、バーガーはワイスバーグに対して、いくつかの映画館へ送られたポジフィルムに著作権表示を加える必要があることを伝えたが、ワイスバーグは拒否した。ワイスバーグが同問題への対処を断ったことで、ラッペンとバーガーのいずれも、映画の著作権は喪失したと結論付けた。1982年、VCX社はM&A社との契約を終了して印税支払いを停止したが、映画の販売は継続した。1987年、M&A社はミシガン州東部地区連邦地方裁判所へ、契約違反の件でVCX社を告訴した。VCX社は、1976年著作権法を遵守しないM&A社の過失により契約は無効であると主張した。法廷はVCX社を支持し、裁判官は「ワイスバーグの行為は同映画を完全に（アメリカ合衆国の）パブリックドメインへと追いやった」と裁定した。

## パロディやリメイク
『デビー・ダズ・ダラス』は数十年間にわたり、数々の続編やリメイクを生んできた。インターネット・アダルト・フィルム・データベースは、同シリーズに含まれる映画として、1979年から2007年までの間に12作品を挙げている。2013年に発行された書籍”Pornography and Seriality: The Culture of Producing Pleasure”において、ジャーナリストのデイヴィド・スレイデンは、「『デビー・ダズ・ダラス』ほど頻繁にリメイクされたポルノ映画は他にない」と言ったとされた。
フィルモグラフィの一覧は以下の通り。
- 『デビー・ダズ・ダラス』 (Debbie Does Dallas、1979年)
- 『デビー・ダズ・ダラス 2』 (Debbie Does Dallas 2、1981年)
- 『デビー・ダズ・ダラス III 最終章』 (Debbie Does Dallas III: The Final Chapter、1985年)
- 『デビー・ダズ・ダラス 4』 (Debbie Does Dallas 4、1988年)
- 『デビー・ダズ・ダラス 5』 (Debbie Does Dallas 5、1988年)
- 『デビー・ダズ・ダラス・アゲイン』 (Debbie Does Dallas Again、1993年)
- 『デビー・ダズ・ダラス 20周年版』 (Debbie Does Dallas 20th Anniversary Edition、1994年)
- 『テキサス州立名門失神女学院』 (Debbie Does Dallas: The Next Generation、1998年)
- 『チアガール・デビー』 (Debbie Does Dallas '99、1998年)
- 『デビー・ダズ・ダラス リベンジ』 (Debbie Does Dallas: The Revenge、2003年)
- 『デビー・ダズ・ダラス イースト対ウェスト』 (Debbie Does Dallas: East Vs West、2004年)
- 『チラーズ』 (Debbie Does Dallas ... Again、2007年)

スピンオフは以下の通り。
- 『デビー・ダズ・ディッシュズ』 (Debbie Duz Dishes、1986年)
- 『スチュワーデス・エロ／エンジェルの変態飛行』 (Debbie Does 'Em All、1986年)
- 『デビー・ダズ・ウォールストリート』 (Debbie Does Wall Street、1991年)
- 『デビー・ラブズ・ダラス』 (Debbie Loves Dallas、2007年)

2001年、スーザン・L・シュワルツにより制作された『デビー・ダズ・ダラス ミュージカル』がニューヨーク国際フリンジフェスティバルで初演された。2002年、同作品は同じ題名でオフ・ブロードウェイのミュージカルコメディとなった。オリジナルの映画と異なり、ミュージカルには実際のセックスや裸が全くなく、誤った宣伝広告が制作されてもミュージカルプロデューサーが却下しなかったことから、人々の間に多少の失望を引き起こした。それ以来、その劇はより際どい演出とさらにあからさまな振り付けを多く盛り込み、世界中で公演されている。セックスシーンの代わりとなるミュージカルナンバーやコミカルな演出が付け加えられた点を除けば、物語、会話、登場人物はオリジナルの映画に極めて忠実である。2015年現在、ミュージカル版は公演を継続している。日本では、2006年に劇団K-LINKSが『オフブロードウェイミュージカル DEBBIE DOES DALLAS 〜デビーのイケナイ2週間〜』の題名で公演している。
2005年、『デビー・ダズ・ダラス アンカバード』というドキュメンタリーが制作され、イギリスのテレビで放映された。
2006年、VCX社は映画をオリジナルの35mmフィルムからDVD2枚組の「コレクション決定版」へデジタルリマスターするためにメディアブラスターズを雇用した。
2007年4月11日、ヴィヴィッド・エンターテインメントグループは、現代のポルノ俳優を起用してリメイクした新作『チラーズ』のビデオソフト各フォーマット（DVD、Blu-ray、HD DVD）にオリジナルの『デビー・ダズ・ダラス』を収録することを始めた。